# 직능경제인단체총연합회
직능경제인단체총연합회(職能經濟人團體總聯合會, Federation of Professional Economic person Societies)는 직능단체와 직능인의 권익 보호 및 직능인과 직능단체 상호간 유기적 교류를 통한 공동이익 증진과 건전한 발전을 위하여 설립된 단체이다. 서울특별시 중구 후암로 110 서울시티타워빌딩 16층에 있다.

## 설립 근거
- 직능인 경제활동 지원에 관한 법률[6]

## 연혁
- 1998년 7월 28일 사단법인 한국직능단체총연합회 창립총회
- 2000년 3월 25일 직능인의 날 선포기념식
- 2002년 5월 11일 직능신문 창간호 발행
- 2004년 3월 22일 직능인경제활동지원에관한법률 제정
- 2005년 7월 28일 직능경제인단체총연합회 창립총회
- 2005년 9월 13일 특별법인 직능경제인단체총연합회 행정자치부 법인설립허가
- 2006년 2월 27일 직능경제인단체총연합회 사무실 이전 (광화문 → 여의도)
- 2006년 9월 15일 직능경제인단체총연합회 사업단 발족
- 2007년 1월 18일 직능경제인단체총연합회 사무실 이전 (기계회관 8층 → 동 건물 6층)
- 2013년 1월 15일 다중이용업소 화재보험관련 업무제휴 (5개 보험사)
- 2015년 10월 30일 직능경제인단체총연합회, 골목상권살리기소비자연맹 전체회의

## 주요 업무
- 직능인의 의식개혁 및 신지식인·신기술인 양성을 위한 교육·연수
- 직능인에 대한 정보 제공
- 직능인의 경제활동 현황 및 실태 조사
- 직능인의 자질 향상을 위한 해외연수
- 직능단체 간의 공익사업 통합·조정
- 직능단체의 육성·발전을 위한 정책개발 및 지원
- 외국 직능단체와의 협력
- 국가나 지방자치단체로부터 위탁받은 사업
- 그 밖에 직능인의 경제활동 촉진을 위한 사업

## 조직

### 명예총회장
탁재용 회장

### 수석부회장 (총무위원장)
- 위원회
- 분과위원회

#### 사무총장
- 총무·회계
- 총무·재정·행정
- 정책·기획
- 정책·언론
- 대외협력
- 홍보·대국민봉사
- 직능지원

## 같이 보기
| - 한국세무사회 - 한국음식사업협동조합연합회 - 전국문구인연합회 - 한국유아교육협회 - 한국유아체육협회 - 전국주산수학암산교육회 - 한국미술지도자협회 - 한국범죄예방연합회 - 한국역술인협회 - 전국자동차운전전문학원연합회 - 한국경비지도사협회 - 한국열쇠협회 - 전국음반소매업진흥회 - 한국사회체육진흥회 - 한국생활체육지도자협회 - 한국공연기획제작자협회 - 한국스포츠마사지총연합회 - 한국영상문화시설업중앙회 - 한국인터넷PC문화협회 - 한국여가레크리에이션협회 - 한국프로사진협회 | - 대한스포츠찬바라협회 - 한국노래문화업중앙회 - 한국무속협회 - 한국레크리에이션연합회 - 대한경무도협회 - 대한공수도협회 - 대한당구협회 - 독립제작사협회 - 전국컴퓨터유기기구유통협의회 - 캐릭터디자이너협회 - 한국가요작가협회 - 한국게임제작협회 - 한국자유기고가협회 - 한국요가협회 - 한국웨딩사진가협회 - 한국의상협회 - 한국체육지도자총연합회 - 전국서화예술인협회 - 한국분장예술인협회 - 한국비디오작가협회 | - 한국음악실연자연합회 - 한국서점조합연합회 - 한국메이크업전문가직업교류협회 - 한국영상제작협동조합 - 한국연예제작자협회 - 한국음반제작업협동조합 - 한국서화작가협회 - 한국시뮬레이션골프문화협회 - 한국대중음악인연합회 - 한국화원협회 - 한국꽃문화진흥협회 - 한국생약협회 - 한국빌딩산업연합회 - 한국에너지기술인협회 - 한국귀금속판매업중앙회 - 한국전력기술인협회 - 한국정보통신기술사협회 - 국제발관리총연합회 - 대한경락사협회 - 한국피부미용사회 | - 대한안마사협회 - 한국이용사회중앙회 - 대한숙박업중앙회 - 한국물수건위생처리업중앙회 - 대한한의사협회 - 대한침구사협회 - 대한마사지사총연합회 - 한국세탁업중앙회 - 한국페디큐어협회 - 한국목욕업중앙회 - 한국건물위생관리협회 - 대한안경사협회 - 대한미용사회중앙회 - 대한물리치료사협회 - 대한약사회 - 대한치과위생사협회 - 대한조산협회 - 전국목욕관리상조회 - 한국보완대체의학총연합회 - 대한장례관리사협회 | - 한국담배판매인회 - 한국복지상담협회 - 한국요양보호사중앙회 - 한국자원재활용협회 - 녹색어머니회중앙회 - 한국플로리스트협회 - 한국맞춤양복기술협회 - 한국주얼리산업연합회 - 한국기능인쇄업협의회 - 한국국제결혼상담협회 - 한국주례인협회 - 한국공인중개사협회 - 한국건축물유지관리협회 - 한국자동차기술인협회 - 대한주택관리사협회 - 한국건축물관리연합회 - 한국통학버스안전협회 - 한국퀵서비스업협회 - 한국자동차폐차업협회 - 한국빌딩경영관리협회 | - 한국대리운전업중앙회 - 한국자동차진단보증협회 - 한국자동차전문정비사업조합연합회 - 한국네트워크마케팅협회 - 대한체형미체형관리사협회 - 한국고시원협회 - 전국소상공업도우미협회 - 한국자동차미용협회 - 한국체인사업협동조합 - 한국인터넷게임방운영업협동조합 - 한국유흥음식업중앙회 - 한국외식업중앙회 - 한국떡류식품가공협회 - 한국조리사회중앙회 - 한국식용유지고추가업중앙회 - 한국단란주점업중앙회 - 한국휴게음식업중앙회 - 우편취급국중앙회 - 한국수맥협회 |